# Mückeln
Mückeln település Németországban, Rajna-vidék-Pfalz tartományban. Lakosainak száma 233 fő (2023. december 31.).

## Történelme
Mückelnt először egy 1336-os ingatlaneladásról szóló dokumentum említi. A települést 1678-ban a francia csapatok teljesen elpusztították. 1794-től ismét elfoglalták a francia csapatok, ám 1815-ben a Porosz Királysághoz került. 1946 óta a község az akkor újonnan alakult Rajna-vidék-Pfalz része.

## Népesség
A település népességének változása:
| Lakosok száma | 210  | 225  | 236  | 233  | 238  | 233  |
|               | 1975 | 2017 | 2019 | 2021 | 2022 | 2023 |

## Látnivalók
A 18. században épült kápolna helyén 1954-ben épült Szent Márton-templomban található az egykori trevirisi katolikus klubház orgonája.

Mückeln
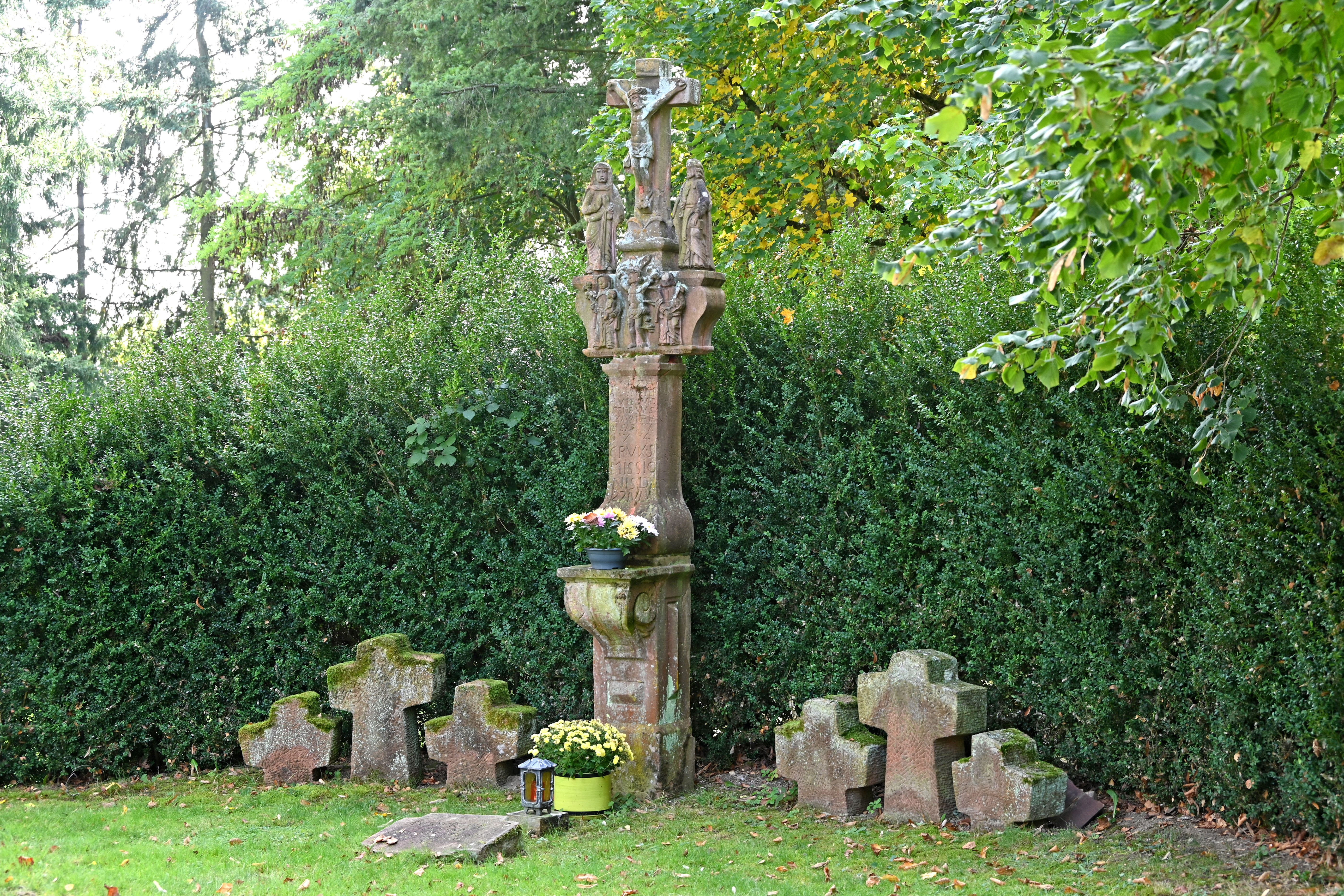
Misszió Kereszt (1734)
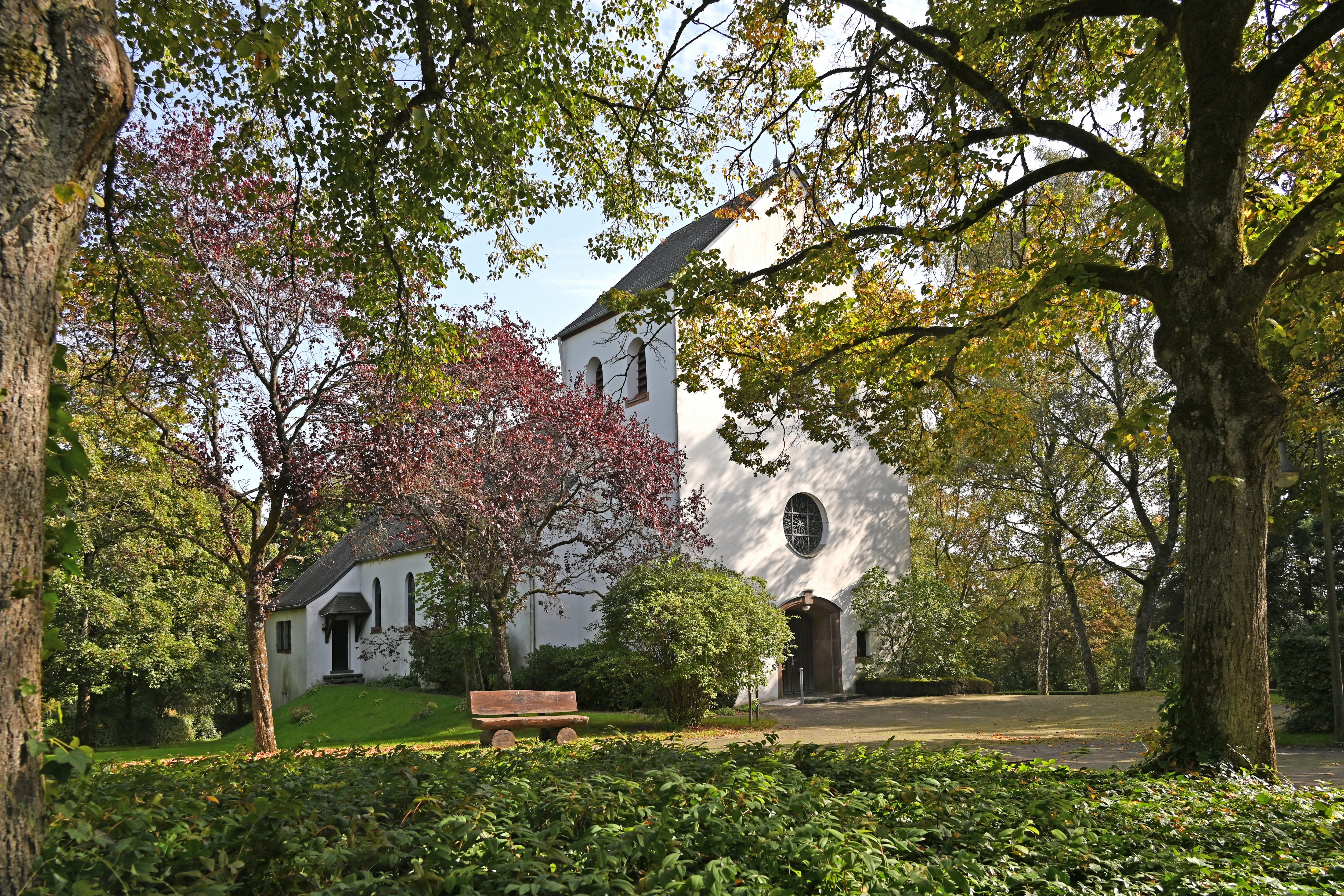
A Szent Márton-templom északnyugatról
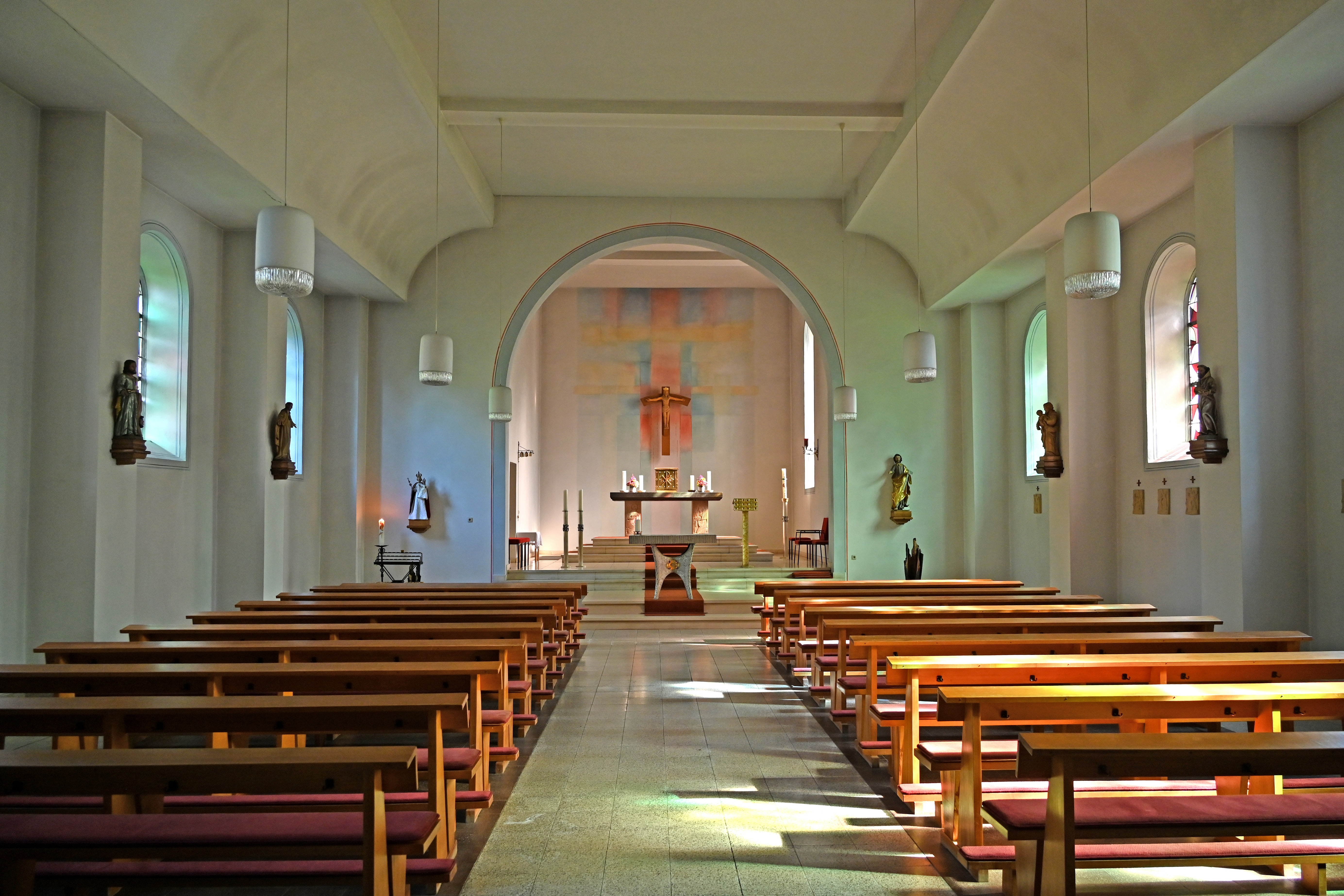
Belső tér
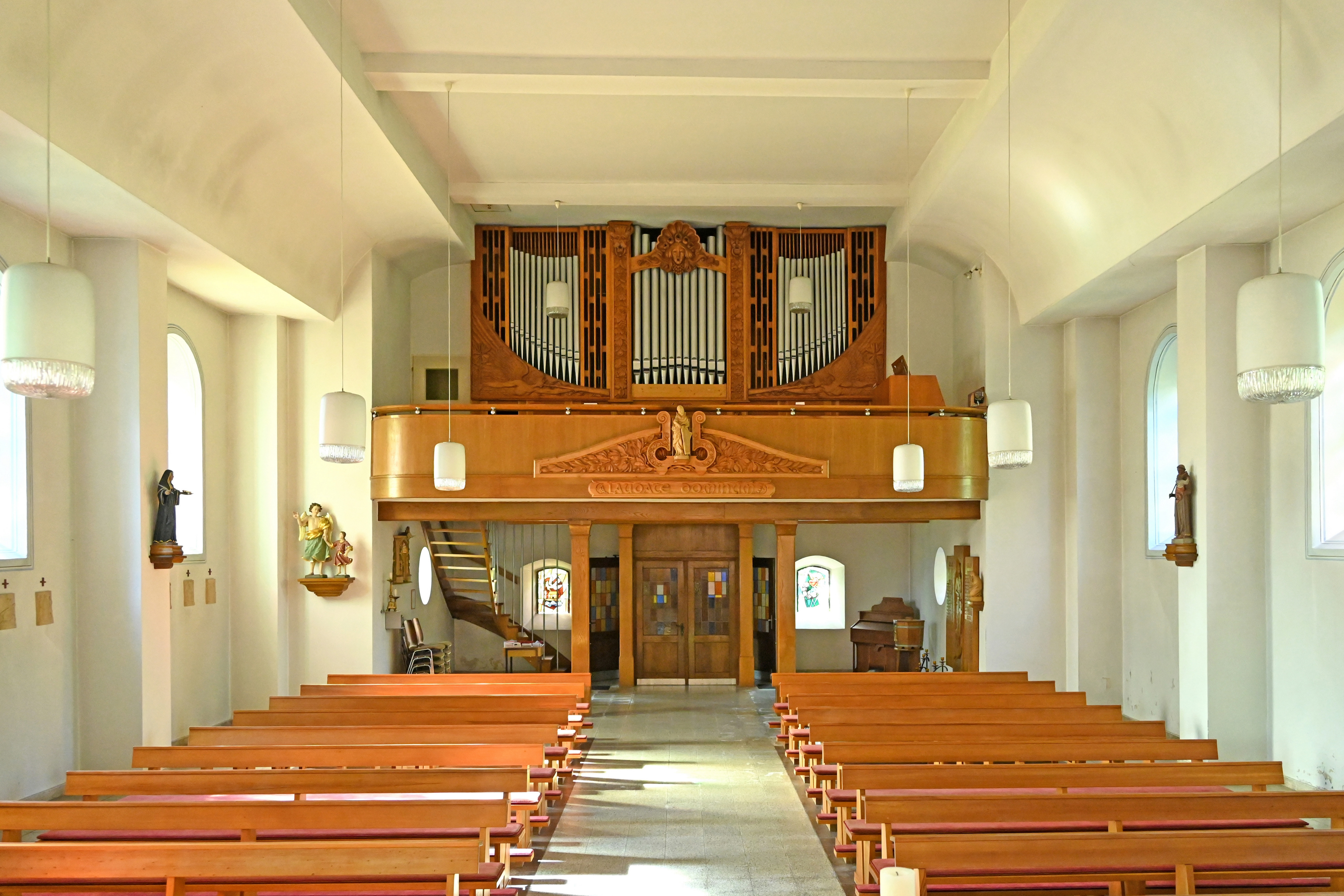
Kilátás a galériára
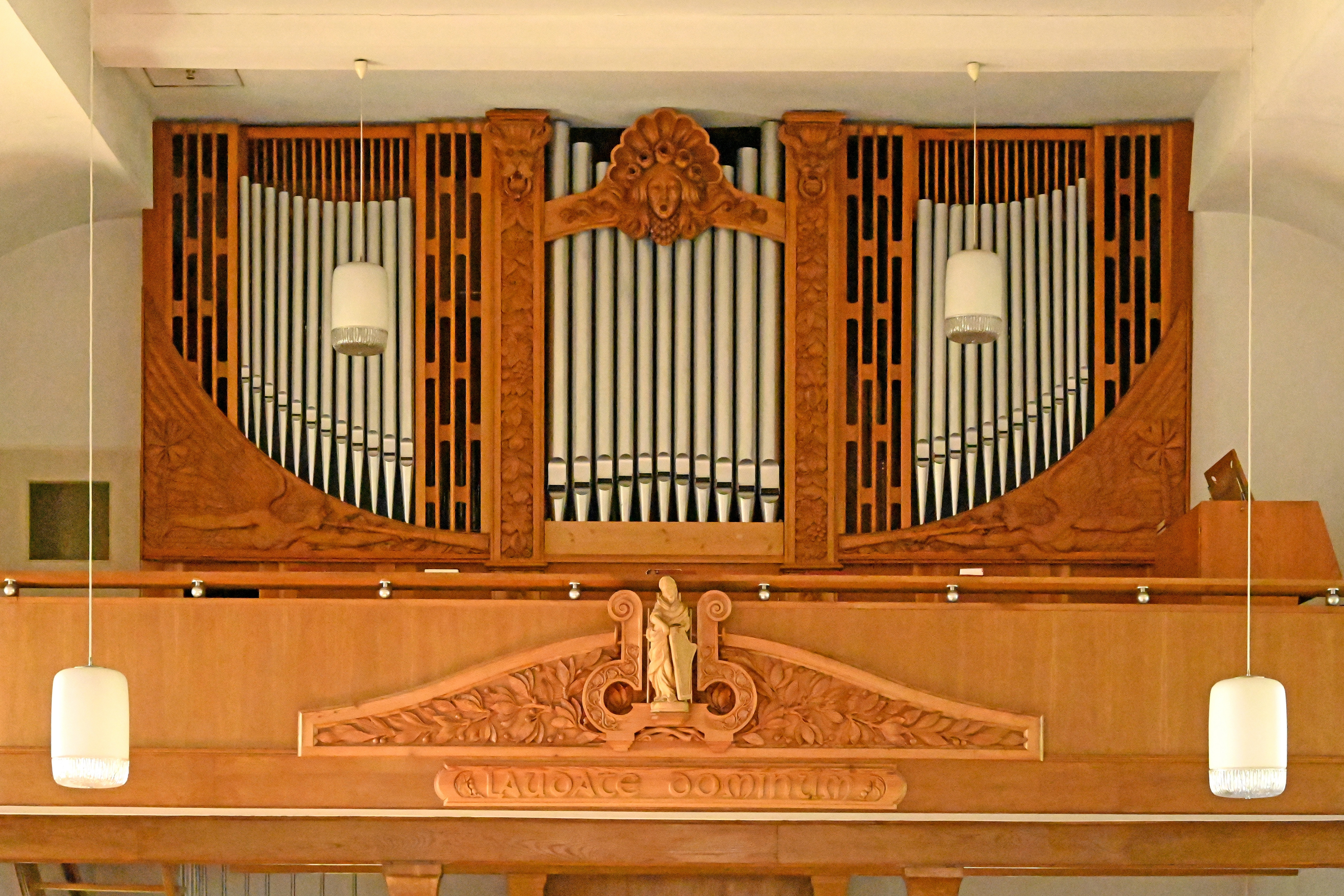
Az orgona (1900)
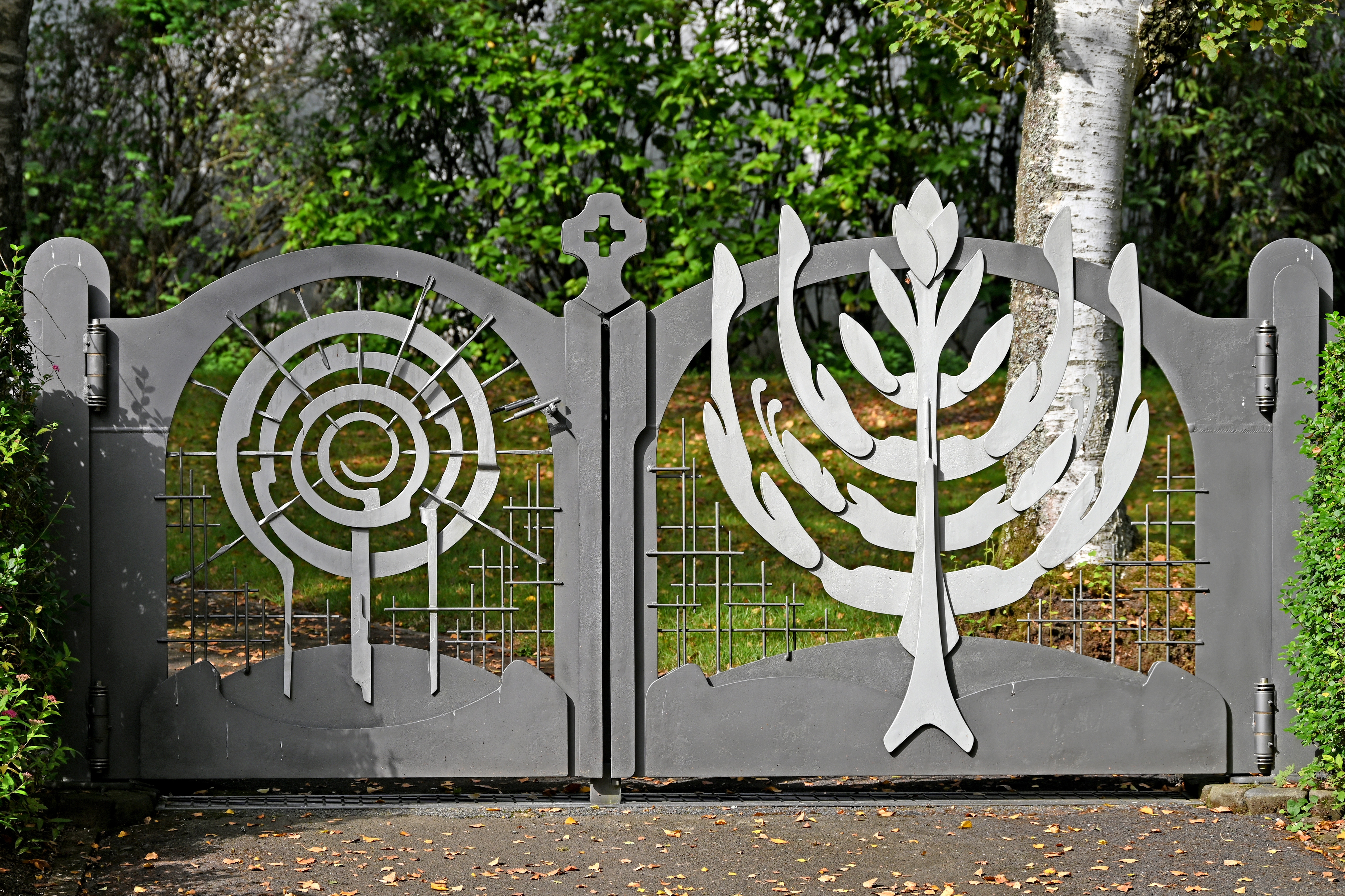
A temető kapuja